# 郭東玹
郭 東玹（クァク・ドンヒョン、朝鮮語: 곽동현、1984年3月17日 - ）は韓国プロ野球に所属していた大韓民国出身の元プロ野球選手（捕手）。

## 経歴
2003年2次7ラウンドで三星に指名されたが拒否して漢陽大へ進学した。 大学4年時には大学野球リーグで4割打率を記録して、その年4年選手のうち唯一7割台の長打率を記録した巨砲型捕手だった。
2007年に期待を受けてプロに入団したが2軍試合にさえ1試合も出場出来ず退団した。 
空白期の間に軍服務をしたもよう。
2011年に再入団した。7月中旬から二軍のレギュラーとして起用された、7月26日のハンファイーグルス戦では満塁ホームラン2個を記録した。しかしポジションや選球眼など1軍に上がるのに障害物が多く、同年シーズン後に一度も一軍昇格することなく放出された。 
引退後は高校野球のコーチや監督を務める。

## 詳細情報

### 背番号
- 12 （2007年）
- 62 （2011年）